# Victoria Bergsman
Victoria Bergsman (4 de maio de 1977) é uma compositora e vocalista de indie pop sueca, mais conhecida por ter sido vocalista da banda The Concretes entre os anos de 1995 e 2006. Ela anunciou sua saída da banda em 24 de julho de 2006, logo depois começou a gravar seu projeto solo, Taken by Trees. Participou do single "Young Folks", da banda sueca Peter Bjorn and John. Fez um vídeo da música "Temptation" da banda New Order. O vídeo pode ser visto no Youtube sob o título "The Temptation of Victoria". Em 2009, lançou, pelo seu projeto solo, o álbum East of Eden, que contou com a participação de músicos paquistaneses.